# 3472 Upgren
3472 Upgren eller 1981 EJ10 är en asteroid i huvudbältet som upptäcktes den 1 mars 1981 av den amerikanska astronomen Schelte J. Bus vid Siding Spring-observatoriet. Den är uppkallad efter den amerikanske astronomen Arthur R. Upgren.
Asteroiden har en diameter på ungefär 10 kilometer.